# Montañas Bighorn

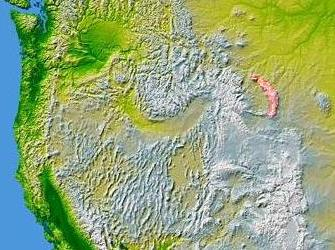
Localización de las montañas Bighorn

Las montañas Bighorn —o también por separado, Big Horn— (en inglés: Big Horn Mountains, que significa «montañas del gran cuerno»), son una cordillera de los Estados Unidos situada al norte de las Grandes Llanuras, una de las estribaciones orientales de las montañas Rocosas que corren en la parte norte del estado de Wyoming y la sur de Montana.
En la cordillera se han establecido varias áreas protegidas: un bosque nacional que comprende toda la cordillera —Bosque Nacional Bighorn, declarado en 1897, con 4500 km²—, un área silvestre en torno al pico Cloud —«Cloud Peak Wilderness», declarada en 1984, con 765 km²— y un área Nacional de recreo en torno al cañón del Bighorn —«Bighorn Canyon National Recreation Area», con 490 km², que incluye el lago Bighorn, un embalse de la represa del río Bighorn.

## Geografía
La cordillera describe un arco, en dirección aproximada NNW—S, durante unos 320 km, al norte de las Grandes Llanuras y está separada por la cuenca del río Bighorn de la cordillera Absaroka, en la sección principal de las montañas Rocosas, en el oeste de Wyoming.
Las montañas Bighorn pueden considerarse divididas en tres sectores y dos pequeñas cordilleras menores más, algo separadas: el Central («Central Bighorn Mountains»), con el pico Cloud (4013 m) como máxima altura; el Septentrional o Norte («Northern Bighorn Mountains»), con el Bald Mountain (3061 m); el Meridional o Sur («Southern Bighorn Mountains»), con el Mine Benchmark (2780 m); las montañas Pryor («Pryor Mountains»), las más septentrionales, en el extremo oeste, al otro lado del río Bighorn, con la montaña Big Pryor (2678 m); y las montañas Bridger («Bridger Mountains»), las más meridionales, en el extremo oeste, con la montaña Copper (2530 m).
Los picos más altos se encuentran todos en Wyoming, en el sector Central: dos picos superan los 13 000 pies (3960 m), el pico Cloud (pico Nube) (4013 m) y las montañas Black Tooth (montañas Diente Negro) (3964 m) y hay una docena más de cumbres que superan los 12.000 pies (3650 m). Desde el este, las montañas presentan un relieve vertical de más de 2450 m, surgiendo abruptamente desde las llanuras. En general, las Bighorn están más redondeadas que las cordilleras hermanas localizadas más al oeste.
Las tres carreteras que atraviesan las montañas Bighorn son tan pintorescas y únicas que han sido designadas vías panorámicas («Scenic Byways») por el Servicio Forestal de los EE. UU. («US Forest Service») y el propio estado de Wyoming. Son las Rutas US 14, 14A y 16.

### Hidrología
Las montañas Bighorn están en la vertiente oriental de la divisoria continental de América y drenan, vía río Yellowstone en el gran río Misuri y éste, en el aún mayor río Misisipi, hasta desembocar en el golfo de México. Varios ríos importantes tienen sus cabeceras en el lado oriental de la cordillera: el río Little Bighorn, afluente del río Bighorn (745 km), el mayor afluente del río Yellowstone; el río Tongue (426 km) y el río Powder (604 km), afluentes directos del río Yellostone. Todos los ríos y arroyos de la vertiente oriental van a dar directamente al río Bighorn.

### Geología
Las montañas Bighorn surgieron durante la orogenia Laramide, hace unos 70 millones de años. La cordillera consiste en estratos de roca sedimentaria, de más de 2700 m, hundidos antes de que comenzara el proceso de elevación de las montañas: las capas sedimentarias predominantemente marinas y cercanas a la costa, desde el Cámbrico atravesando el Cretácico Inferior, y con frecuencia son ricas en fósiles. Hay una disconformidad donde los estratos del Silúrico quedaron expuestos a la erosión y han desaparecido. Tras el levantamiento, los grandes volúmenes de sedimentos, ricos en recursos paleontológicos de la Era Terciaria temprana, fueron depositados en las cuencas adyacentes. Aunque hay muchos circos, valles en forma de U y lagos glaciales en la cordillera, el único activo es el glaciar del pico Nube, que se encuentra en la ladera este del pico de las Nubes.

## Historia
Los primeros occidentales que explorararon las montañas Bighorn fueron los españoles, como Manuel Lisa y us tramperos, quienes a fines del siglo XVIII y a inicios de siglo XIX partían de San Luis (Misuri) en sus partidas de caza. Casi al mismo tiempo, tramperos británicos las recorrían al servicio de la Compañía de la Bahía de Hudson y, después de 1820, lo hacían algunos tramperos y comerciantes de pieles estadounidenses, integrantes de la William Ashley's Upper Missouri Expedition (1822-25) (los llamados Cien de Ashley) o al servicio de las compañías peleteras estadounidenses (la American Fur Company y la Rocky Mountain Fur Company).
Cuando comenzó la migración al oeste y se descubrió oro en el actual estado de Montana, cerca de estas montañas discurrían algunas de las variantes de la histórica senda de Oregón: la siempre peligrosa ruta Bozeman («Bozeman Trail») discurría por territorio indio y rodeaba las montañas por la vertiente oriental, atravesando los ríos Powder, Tongue y Litte Bighorn; la ruta Bridger («Bridger Trail»), muy poco usada, discurría por la vertiente occidental, por la cuenca del río Bighorn.

## Actividades
Las montañas Bighorn son el escenario de uno de los élite ultramaratones de élite de los Estados Unidos, el «The Big Horn Trail Run», que se celebra cada junio (hay carreras de 30 km, 50 km, 50 millas y 100 millas).
Las montañas Bighorn son un destino popular para excursiones, mochileros, pesca con mosca y cabalgadas, con senderos que recorren la mayoría de los bosques. La Cloud Peak Wilderness tiene una red de senderos que llevan a zonas remotas y a algunos lagos alpinos. Los senderos que discurren por las zonas altas suelen estar cubiertos de nieve, salvo de julio a agosto. Después del Día del Trabajo, hay una buena probabilidad de tormentas de nieve de las zonas altas en cualquier momento.